# Діер-Айл (Мен)
Діер-Айл (англ. Deer Isle) — місто (англ. town) в США, в окрузі Генкок штату Мен. Населення — 2194 особи (2020).

## Демографія
Згідно з переписом 2010 року, у місті мешкало 1975 осіб у 929 домогосподарствах у складі 533 родин. Було 1936 помешкань
Расовий склад населення:
| - 98,1 % — білих - 0,5 % — корінних американців - 0,2 % — чорних або афроамериканців - 0,2 % — азіатів |

До двох чи більше рас належало 1,0 %. Частка іспаномовних становила 0,5 % від усіх жителів.
За віковим діапазоном населення розподілялося таким чином: 16,3 % — особи молодші 18 років, 55,5 % — особи у віці 18—64 років, 28,2 % — особи у віці 65 років та старші. Медіана віку мешканця становила 51,6 року. На 100 осіб жіночої статі у місті припадало 88,3 чоловіків;  на 100 жінок у віці від 18 років та старших — 85,4 чоловіків також старших 18 років.
Середній дохід на одне домашнє господарство  становив 91 101 долар США (медіана — 56 111), а середній дохід на одну сім'ю — 117 316 доларів (медіана — 74 034). Медіана доходів становила 46 618 доларів для чоловіків та 32 857 доларів для жінок. За межею бідності перебувало 9,8 % осіб, у тому числі 14,0 % дітей у віці до 18 років та 7,0 % осіб у віці 65 років та старших.
Цивільне працевлаштоване населення становило 830 осіб. Основні галузі зайнятості: сільське господарство, лісництво, риболовля — 18,4 %, освіта, охорона здоров'я та соціальна допомога — 18,1 %, будівництво — 12,4 %, роздрібна торгівля — 10,4 %.